# NGC 1358
NGC 1358 je galaksija u zviježđu Eridan.

## Vanjske poveznice
- SEDS: NGC 1358